# 南非广播公司
南非广播公司（英語：South African Broadcasting Corporation，简称SABC，简称SAUK）是南非的公共广播机构，总部位于南非约翰内斯堡。其广播电台部分可追溯至1923年，电视节目于1976年开播。

## 历史
南非最早的广播电台成立于1923年，由南非铁路资助成立。其后，1924年，南非联邦境内的约翰内斯堡、开普敦和德班也相继建立了广播电台:35。1927年，上述广播电台合并，成立了“非洲广播公司”（African Broadcasting Company）。1936年，南非议会通过法案，授权成立南非广播公司，非洲广播公司的拥有者I W Schlesinger随后将电台出售给南非广播公司。最初只有英语节目，1937年南非语频道开播，1940年代又增加了祖鲁语、科萨语、塞索托语和茨瓦纳语等南非黑人语言广播。
1950年5月1日，社区广播服务“跳羚电台”开播，以英语和南非语广播，这一服务于1985年结束。同年6月，南非广播公司不再播出英国BBC的新闻，转而播出自制新闻节目，这一举动有着摆脱英国舆论影响的考量，但也被视为是政府收紧舆论、压制反政府声音的举动。在1980年之前，南非广播公司一直垄断着该国的广播业，直到Radio 702的开播打破了这一局面为止。
与历史相对悠久的声音广播服务相比，电视在南非的发展可谓举步维艰。由于当时处于种族隔离时期，南非政府认为英语电视节目会对南非白人的主要语言南非语造成威胁，时任南非邮政和电讯部长赫爾佐格甚至宣称电视是“传播共产主义和伤风败俗的魔鬼之盒（devil's own box, for disseminating communism and immorality）”，并扬言除非有人“跨过他的尸体（over dead body）”，否则南非绝对不会引进电视技术。直至1975年，南非政府才将电视引入该国。1975年5月5日，南非广播公司开始试播彩色电视节目，并于第二年1月6日正式开播。
起初南非效仿英国，电视台全部经费来自观众缴纳的电视授权费用；1978年，南非广播公司开始通过电视播出商业广告，但仍有部分经费来自收视费。开播之初，南非广播公司只有一个电视频道，以南非语和英语播出。1982年，南非广播公司电视频道扩充至三个——TV1、TV2和TV3。三个电视频道根据种族分频道播放，TV1播放南非语和英语节目，TV2为祖鲁语和科萨语，TV3是塞索托语和茨瓦纳语。1985年，以娱乐和体育节目为主的TV4开播。1992年，TV2、TV3和TV4 合并为一个频道，名为“当代社会价值”（Contemporary Community Values，简称CCV）。
1990年代，南非逐渐废除种族隔离制度。南非广播公司也从昔日白人政府的喉舌，逐渐转型成为南非的公共广播机构，受南非独立传媒管理局管理。经过多次重组，目前南非广播公司共有5套电视频道和20套广播频道（包括对国外广播的“Channel Africa”和数字广播“Springbok Radio Digital”），以南非11种官方语言播出。

## 频道

### 电视频道
| 频道名称    | 主要语言                                                 | 备注                      |
| ----------- | -------------------------------------------------------- | ------------------------- |
| SABC1       | 英语、恩古尼语言                                         | 大部分节目源自原CCV频道。 |
| SABC2       | 英语、南非语、文达语、聪加语                             | 使用原TV1的频道资源。     |
| SABC3       | 英语、南非语                                             | 部分节目源自旧TV1。       |
| SABC Encore | 英语、南非语、祖鲁语、塞索托语、科萨语、祖鲁语、北索托语 |                           |
| SABC News   | 以英语为主                                               |                           |

### 广播频率
| 频率名称                | 语言                                               | 开播年份 |
| SAfm                    | 英语                                               | 1936     |
| RSG FM                  | 南非语                                             | 1937     |
| Good Hope FM            | 英语、南非语                                       | 1965     |
| 5FM                     | 英语                                               | 1975     |
| Metro FM                | 英语                                               | 1986     |
| Radio 2000              | 英语                                               | 1986     |
| Ukhozi FM               | 祖鲁语                                             | 1960     |
| Umhlobo Wenene FM       | 科萨语                                             | 1960     |
| Lesedi FM               | 塞索托语                                           | 1960     |
| Thobela FM              | 北索托语                                           | 1962     |
| Motsweding FM           | 茨瓦纳语                                           | 1962     |
| Phalaphala FM           | 文达语                                             | 1965     |
| Munghana Lonene FM      | 聪加语                                             | 1965     |
| Ligwalagwala FM         | 斯威士语                                           | 1982     |
| iKwekwezi FM            | 南恩德贝莱语                                       | 1983     |
| tru fm                  | 英语、科萨语                                       | 1983     |
| Lotus FM                | 英语、印地语                                       | 1983     |
| Channel Africa          | 英语、法语、葡萄牙语、斯瓦西里语、洛兹语、齐切瓦语 | 1992     |
| X-K FM                  | !Kung语、Khwe语                                    | 2000     |
| Springbok Radio Digital | 英语、南非语                                       | 2008     |